# Hannah Mitchell

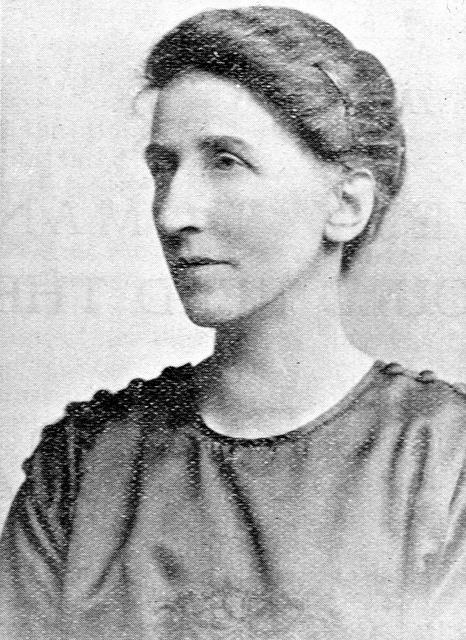
Hannah Mitchell, 1900

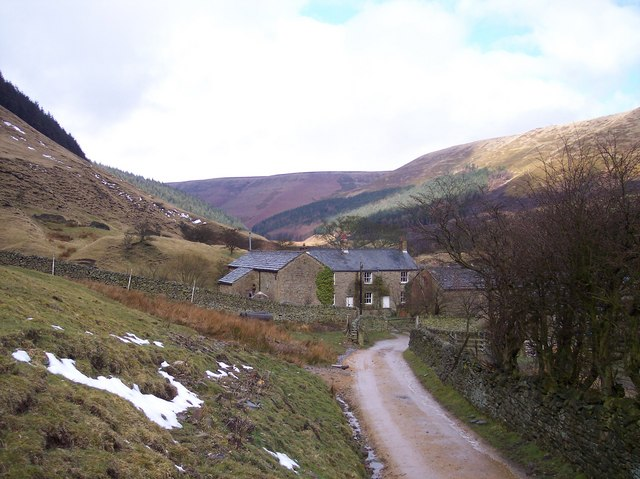
Alport Castles Farm, Mitchells Geburtsort in Derbyshire

Hannah Maria Mitchell, geborene Webster (* 11. Februar 1872 in Hope Woodlands, High Peak, Derbyshire; † 22. Oktober 1956 in Manchester), war eine englisch-britische Suffragette und Sozialistin. Mitchell wurde in einer armen Bauernfamilie im Hochland von Derbyshire geboren und verließ in jungen Jahren ihr Elternhaus, um als Näherin in Bolton zu arbeiten, wo sie sich in der sozialistischen Bewegung engagierte. Sie arbeitete viele Jahre lang in Organisationen, die sich mit Sozialismus, Frauenwahlrecht und Pazifismus befassten. Nach dem Ersten Weltkrieg wurde sie in den Stadtrat von Manchester gewählt und arbeitete als Friedensrichterin.

## Leben
Mitchell wurde als viertes von sechs Kindern von Benjamin und Ann Webster in einem nach Alport Castles benannten Bauernhaus im Peak District von Derbyshire geboren. Ihre Mutter war jähzornig, vor allem gegenüber ihren letzten drei Kindern Hannah, Sarah und Benjamin. Mitchell wurde keine formale Bildung zuteil, obwohl ihr Vater, der sehr sanftmütig gewesen sein soll, ihr das Lesen beibrachte. Sie blieb zu Hause und erledigte die häuslichen Pflichten mit ihrer Mutter, mit der sie sich nicht verstand. Von ihr wurde erwartet, dass sie sich um ihren Vater und ihre Brüder kümmerte, was sie ablehnte.
Schon früh wurde sich Mitchell der Ungleichheit der Geschlechter im häuslichen Bereich bewusst. Sie beobachtete auch die scheinbar unvermeidlichen frühen Eheschließungen von Mädchen in ihrer Umgebung mit „Bauernjungen“, um zu vermeiden, dass sie uneheliche Kinder bekamen, und wollte das gleiche Schicksal vermeiden. Später schrieb sie in ihrer Autobiografie, dass ihre Mutter eine schlecht gelaunte und gewalttätige Frau war, die ihre Kinder manchmal in der Scheune schlafen ließ. Als sie 13 Jahre alt war, wurde sie Schneiderlehrling, um zusätzliches Geld für ihre verarmte Familie zu verdienen. In Glossop war ihre Lehrherrin eine ältere, verkrüppelte Näherin, Miss Brown. Mitchell schrieb, dass deren Herangehensweise im Gegensatz zu ihrer Mutter stand und sie ihr sanft beibrachte, „dass Arbeit auch ein Vergnügen sein kann“.
Im Alter von 14 Jahren verließ sie nach einem Streit mit ihrer Mutter das Elternhaus und zog zu ihrem Bruder William und dessen Familie nach Glossop. Mit 19 Jahren zog sie nach Bolton, Greater Manchester, wo sie als Schneiderin „zehn Shilling pro Woche“ verdiente und dazu als Haushaltshilfe arbeitete.
In Bolton begann Mitchell, sich weiterzubilden, ursprünglich in der Hoffnung, Lehrerin zu werden. Sie arbeitete unter anderem im Haushalt eines Schulmeisters, der ihr erlaubte, seine Bücher auszuleihen. Sie engagierte sich in der sozialistischen Bewegung und setzte sich für kürzere Arbeitszeiten und einen (bezahlten) halben freien Tag pro Woche für die Arbeiterinnen in den Geschäften ein, und bemerkte, dass zu den Arbeitsbedingungen der Frauen in der Bekleidungsindustrie nicht nur eine schlechte Bezahlung und schlechte Arbeitsbedingungen gehörten, sondern auch striktes Schweigen und Geldstrafen, „erzwungen durch eine dünnlippige Hexe von Frau“.
Mitchell besuchte auch die sozialistische Labour Church. Besonders beeinflusst wurde sie von Robert Blatchfords Zeitung The Clarion. Bei einer Versammlung, die sie besuchte, hörte sie Katharine Glasier sprechen. Sie war mit  Richard Pankhurst bekannt und unterstützte sein Interesse am Gebiet des Kinder Scout.
In dem Haus, in dem sie wohnte, lernte sie einen Schneider namens Gibbon Mitchell kennen. Sie heirateten 1895 in der Pfarrkirche von Hayfield und bekamen 1896 einen Sohn, Frank Gibbon Mitchell. Aufgrund von Komplikationen bei dieser Geburt und der Abneigung, weitere Kinder in die Armut zu treiben, beschlossen die Mitchells, keine weiteren Kinder zu bekommen. Neben ihrem Sohn kümmerten sich die Mitchells noch um eine verwaiste Nichte. Schon bald war sie von der Ehe desillusioniert. Obwohl ihr Mann anfangs auf ihre Wünsche nach einer gleichberechtigten Arbeitsteilung im Haushalt einging, stellte sie fest, dass die Realität diesem Ideal nicht ganz entsprach. Sie arbeitete weiterhin als Näherin, um die Einkünfte aufzubessern, und verbrachte den Rest ihrer Zeit mit der Hausarbeit. Aber wie andere Frauen in der sozialistischen Bewegung hatte auch Mitchell Mühe, männliche Sozialisten von der Bedeutung feministischer Themen zu überzeugen.
Das Ehepaar zog nach Newhall in Derbyshire, wo Sozialisten in diesem Bergbaugebiet einen Saal für Versammlungen mitfinanzierten und Redner oft bei den Mitchells untergebracht wurden. Im Jahr 1900 zogen sie nach Ashton-under-Lyne in der Nähe von Manchester, wo Gibbon Mitchell in der Schneiderei des Co-operative store arbeitete. Mitchell selbst begann, auf Versammlungen der Independent Labour Party (ILP) öffentlich zu sprechen. 1904 wurde sie von der Partei zur Poor Law Guardian im Rahmen der Armengesetzgebung für ihre Stadt ernannt.
Anschließend trat Mitchell der Women’s Social and Political Union (WSPU) bei und arbeitete als Teilzeit-Organisatorin für die WSPU. Obwohl Mitchell anfangs unsicher war, ob ein beschränktes Wahlrecht für Frauen unter der für Männer geltenden property qualification-Klausel akzeptabel wäre, wünschte sie sich doch vorrangig die wirkliche Gleichstellung aller männlichen und weiblichen Wähler. Sie war daher ernüchtert als sie während eine Vortrags von Annie Kenney auf dem Stalybridge Market feststellte, dass die Mehrheit der Anwesenden zwar von der Rednerin angetan war, aber dafür war, dass alle Männer wählen durften („Manhood Suffrage“) und die Frauen warten sollten. Mitchell reiste selbst durch das Land und warb bei Nachwahlen im Wahlkreis Colne Valley für das Frauenwahlrecht, wobei sie keine Schwierigkeiten hatte „mit Zwischenrufern umzugehen“.
1905 stand Mitchell zusammen mit Emmeline Pankhurst, Annie Kenney, Keir Hardie, Elizabeth Wolstenholme Elmy und Teresa Billington-Greig vor den Gefängnistoren, um Christabel Pankhurst nach einer Woche Haft wegen des ersten tätlichen Angriffs auf einen Polizisten zu empfangen. Auch gehörte sie zu den 150 Frauen, die im Oktober 1905 versuchten, das Unterhaus zu betreten, doch nur 20 von ihnen wurden eingelassen, darunter auch Mitchell. Zusammen mit Louie CulIen hatte Mitchell ein Transparent mit der Aufschrift „Votes for Women“ in ihrer Kleidung versteckt. Nachdem der Abordnung mitgeteilt wurde, dass Premierminister Henry Campbell-Bannerman keinen Gesetzentwurf zum Frauenwahlrecht vorlegen würde, stellte sich Mary Gawthorpe auf einen Stuhl, um eine Rede zu halten, und die beiden Transparente wurden hochgehalten. Aber die Polizei zerrte Gawthorpe vom Stuhl und zerriss die Transparente. MIitchell war schockiert über die grobe Behandlung und darüber, dass die Parlamentsabgeordneten kamen, um zuzuschauen, „die meisten von ihnen laut lachend“.
Mitchell engagierte sich in der von Alice Morrissey gegründeten Liverpooler Zweigstelle der WSPU. 1907 erlitt Mitchell einen Nervenzusammenbruch, den ihr Arzt auf Überarbeitung und Unterernährung zurückführte. Während sie sich erholte, besuchte Charlotte Despard sie und gab ihr Geld für Lebensmittel. In ihrer Autobiografie erwähnte sie ihre Enttäuschung, dass keine der Pankhursts während ihrer Genesung Kontakt zu ihr aufnahm. 1908 verließ sie die WSPU und trat Despards neuer Women’s Freedom League bei.
Während des Ersten Weltkriegs unterstützte Mitchell die pazifistische Bewegung und engagierte sich ehrenamtlich in Organisationen wie der No-Conscription Fellowship und der Women’s International League for Peace and Freedom.  1918 begann sie wieder mit der ILP zusammenzuarbeiten, die sie 1924 als Mitglied des Stadtrats von Manchester nominierte.  Sie wurde gewählt und saß bis 1935 im Stadtrat. 1926 wurde sie Friedensrichterinund übte dieses Amt die nächsten 20 Jahre lang aus.
Am 9. Mai 1939 half Mitchell bei der Organisation eines Treffens von 40 ehemaligen Frauenrechtlerinnen in Manchester. Gegen Ende des Zweiten Weltkriegs begann sie mit der Arbeit an ihrer Autobiografie, die zu Lebzeiten unveröffentlicht blieb. Nach dem Krieg begann sie unter dem Pseudonym „Daisy Nook“ für The Northern Voice und Manchester City News zu schreiben. In ihren letzten Lebensjahren lebte Mitchell in Newton Heath und schrieb weiter an ihrer Autobiografie. An ihrem Haus 18 Ingham Street ist eine Blue Plaque angebracht. Dort starb sie 1956.
Die Autobiografie The Hard Way Up, the Autobiography of Hannah Mitchell, Suffragette and Rebel wurde von ihrem Enkel herausgegeben und 1968 veröffentlicht. An der Wand des Hauses, das sie mit ihrer Familie zwischen 1900 und 1910 in Ashton-under-Lyne bewohnte, ist ihr ebenfalls eine Blue Plaque gewidmet.
2012 wurde die Hannah Mitchell Foundation gegründet, ein Forum für die Entwicklung einer dezentralen Regierung in Nordengland. Der Name wurde „in Erinnerung an eine herausragende Sozialistin, Feministin und Kooperatorin aus dem Norden gewählt, die stolz auf ihre Wurzeln in der Arbeiterklasse war und sowohl eine kulturelle als auch eine politische Vision hatte“.